# Mica è colpa mia
Mica è colpa mia  è un film del 2025 diretto da Umberto Riccioni Carteni.

## Trama
A Napoli, Vito, un padre single in difficoltà, lotta per ottenere l'affidamento esclusivo del figlio Napoleone e salvare la casa di famiglia, un antico palazzo ormai in rovina. Vito e il fratello Antonello sono gli ultimi occupanti dell’edificio, destinato a essere abbattuto per fare spazio a un lussuoso hotel. Il progetto è curato dall’architetto Marina, insieme al fidanzato Federico, con l'intenzione di trasformare l'area in una zona esclusiva.
In un disperato tentativo di risolvere i suoi problemi economici, Vito mette in atto un piano audace con Antonello: manipolare Marina, sfruttando le informazioni contenute nel suo telefono per convincerla a donargli una grossa somma di denaro. Ma quello che doveva essere un semplice stratagemma si trasforma in una vera e propria sfida tra menzogne, emozioni e redenzione.
Mica è colpa mia è una commedia che unisce elementi della tradizione cinematografica italiana con temi contemporanei, come la gentrificazione e le disuguaglianze sociali.

## Produzione
Le riprese sono state effettuate interamente a Napoli dal 23 ottobre 2023 per sette settimane.

## Distribuzione
Il film è stato distribuito sulla piattaforma Netflix a partire dal 1º gennaio 2025.

## Accoglienza
Mica è colpa mia ha ottenuto un grande successo di pubblico, scalando rapidamente la classifica di Netflix. Il film ha raggiunto la posizione numero uno in Italia e ha mantenuto un posto stabile nella Top 10 globale per i film in lingua non inglese per tre settimane consecutive. Ha ottenuto recensioni miste da parte della critica cinematografica.